# (941) Murray
(941) Murray ist ein Asteroid des Hauptgürtels, der am 10. Oktober 1920 von Johann Palisa entdeckt wurde. 
Der Asteroid wurde nach dem amerikanischen Professor Gilbert Murray benannt.